# Kurla (Mumbai)
 (juin 2024).
La mise en forme du texte ne suit pas les recommandations de Wikipédia : il faut le « wikifier ».
Les points d'amélioration suivants sont les cas les plus fréquents. Le détail des points à revoir est peut-être précisé sur la page de discussion.
- Les titres sont pré-formatés par le logiciel. Ils ne sont ni en capitales, ni en gras.
- Le texte ne doit pas être écrit en capitales (les noms de famille non plus), ni en gras, ni en italique, ni en « petit »…
- Le gras n'est utilisé que pour surligner le titre de l'article dans l'introduction, une seule fois.
- L'italique est rarement utilisé : mots en langue étrangère, titres d'œuvres, noms de bateaux, etc.
- Les citations ne sont pas en italique mais en corps de texte normal. Elles sont entourées par des guillemets français : « et ».
- Les listes à puces sont à éviter, des paragraphes rédigés étant largement préférés. Les tableaux sont à réserver à la présentation de données structurées (résultats, etc.).
- Les appels de note de bas de page (petits chiffres en exposant, introduits par l'outil «  Source ») sont à placer entre la fin de phrase et le point final[comme ça].
- Les liens internes (vers d'autres articles de Wikipédia) sont à choisir avec parcimonie. Créez des liens vers des articles approfondissant le sujet. Les termes génériques sans rapport avec le sujet sont à éviter, ainsi que les répétitions de liens vers un même terme.
- Les liens externes sont à placer uniquement dans une section « Liens externes », à la fin de l'article. Ces liens sont à choisir avec parcimonie suivant les règles définies. Si un lien sert de source à l'article, son insertion dans le texte est à faire par les notes de bas de page.
- La présentation des références doit suivre les conventions bibliographiques. Il est recommandé d'utiliser les modèles {{Ouvrage}}, {{Chapitre}}, {{Article}}, {{Lien web}} et/ou {{Bibliographie}}. Le mode d'édition visuel peut mettre en forme automatiquement les références.
- Insérer une infobox (cadre d'informations à droite) n'est pas obligatoire pour parachever la mise en page.

Pour une aide détaillée, merci de consulter Aide:Wikification.
Si vous pensez que ces points ont été résolus, vous pouvez retirer ce bandeau et améliorer la mise en forme d'un autre article.
 (26 juin 2024).
Le contenu est difficilement compréhensible vu les erreurs de traduction, qui sont peut-être dues à l'utilisation d'un logiciel de traduction automatique.
Kurla est un quartier de l'est de Mumbai, en Inde. Le quartier tire son nom du village éponyme des Indes orientales dont il est issu. Il relève de la zone 5, quartier «L» de la Bombay Municipal Corporation. Sa gare, orthographiée comme Coorla jusqu'en 1890  est l'une des plus fréquentées du chemin de fer de banlieue de Mumbai sur les lignes de chemin de fer centrales et portuaires de Mumbai, tout comme le terminus Lokmanya Tilak (LTT) pour les trains de voyageurs / express en gare.

## Histoire

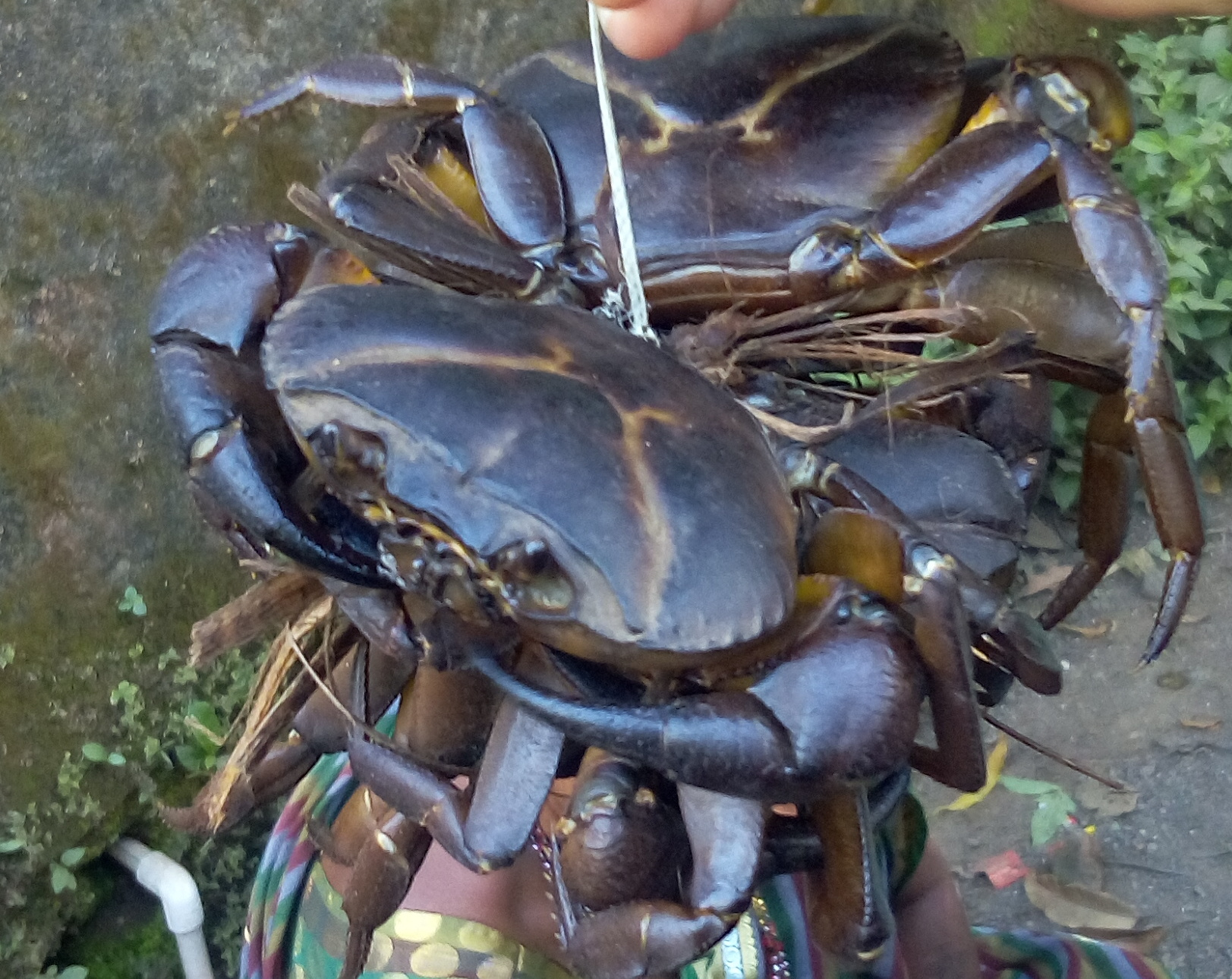
Crabe Kurli sur lequel le nom de Kurla est conservé.

Kurla tire son nom du village indien de Kurla, dont le nom, à son tour, provient de "Kurli", le nom local du crabe, car ceux-ci ont été trouvés en abondance dans les marais à proximité du village. Le village de Kurla est passé sous domination portugaise lorsque le traité de Bassein (1534) a été signé par le sultan Bahadur du Gujarat et le Royaume du Portugal le 23 décembre 1534. En 1548, le village de Kurla et six autres villages ont été donnés par le gouverneur de l'Inde portugaise à Antonio Pessoa en récompense de ses services militaires. Kurla est resté sous domination portugaise jusqu'à ce que les Britanniques occupent l'île Salsette en 1774. L'île a été officiellement cédée à la Compagnie des Indes orientales dans le traité de Salbai de 1782.
En 1805, Kurla était reliée à Sion sur l'île de Bombay par la chaussée de Sion. Coorla, telle qu'elle était orthographiée pendant le Raj britannique jusqu'en 1890, était une gare importante sur la Great Indian Peninsula Railway entre Bombay et Thane, la première ligne de chemin de fer en Inde britannique lors de son ouverture en 1853.
En 1808, Kurla, ainsi que les villages de Mohili, Kolekalyan, Marol, Sahar, Asalphe et Parjapur, ont été donnés par les Britanniques à un marchand Parsi de Bombay, M. Hormasji Bamanji Wadia en échange d'un morceau de terre près de l'Apollo porte de la jetée à Bombay. Son fils, M. Ardeshir Hormasji Wadia, qui a donné son nom à la route AH Wadia, leur a payé un loyer annuel de 358 livres sterling (3 587 roupies).
Kurla possédait deux filatures de coton, l'une d'entre elles, la Dharamsi Punjabhai, étant la plus grande filature et tissage de coton de la présidence de Bombay, avec 92 094 broches et 1 280 métiers à tisser. L'autre était la filature et tissage Kurla. Le village de Kurla comptait alors 9 715 habitants. Environ la moitié d'entre eux travaillaient dans les moulins, tandis que les autres étaient des pêcheurs, des maraîchers (agriculteurs) et des saliers. L'église Sainte-Croix de Kurla, construite pendant la domination portugaise et reconstruite en 1848, est l'une des plus anciennes églises de Mumbai.
Le dispensaire de Mithibai Hormasji Wadia a été construit par M. Bamanji Hormasji Wadia en 1855 et doté de lui de 1 200 £ (12 000 roupies). Il était assisté d'un chirurgien adjoint et, en 1880–1881, comptait 7 367 patients externes. Les marais salants couvraient une superficie d'environ 66 acres (267 092,52 m2) et a généré un revenu annuel de 3 418 £ (34 180 roupies). Il y avait également une fabrication considérable de chaux en coquille. Les carrières de pierre de Kurla étaient bien connues  et fournissaient du matériel pour la construction de la plupart des célèbres édifices patrimoniaux de la ville  comme le Prince of Wales Museum et le General Post Office  entre autres.
Le début du XXe siècle a vu Kurla se développer comme un centre important de l'industrie du moulin. En 1910, il y aurait à Kurla plusieurs usines de fabrication de tissus de coton et de laine dans des usines à vapeur. Kurla, cependant, était un ancien noyau industriel textile, une valeur aberrante dans la zone principale de la filature de coton. Une valeur foncière relativement moins chère et la proximité des conduites d'eau et d'électricité ont permis une expansion industrielle rapide des banlieues et la ceinture de Kurla- Ghatkopar - Vikhroli - Bhandup s'est rapidement développée pour devenir la plus grande zone industrielle de la banlieue de Mumbai.
Le Central Railway a commencé ses services Harbour Line de Kurla à la Reay Road station Reay Road le 12 décembre 1910. Ce service a été étendu au Victoria Terminus en 1925 . Le hangar du Kurla Railway a été construit en 1925 lors de l'électrification de la ligne du port de la Great Indian Peninsula Railway (GIPR). Le premier train électrique en Asie qui a circulé entre CST et Coorla le 3 février 1925 a été maintenu à cet abri de voitures. Le chemin de fer Salsette-Trombay, également connu sous le nom de Central Salsette Tramway, a ouvert ses portes en 1928. La ligne de 13 kilomètres, un projet du Bombay Improvement Trust géré par le GIPR, allait de Trombay à Andheri via Kurla et n'a duré que quelques années.
Premier Automobiles a construit sa première usine d'assemblage automobile à Kurla en 1946  et a commencé la production en mars 1947 collaboration avec le constructeur automobile américain Chrysler pour fabriquer des modèles Dodge, Plymouth et Desoto en Inde. L'emblématique voiture Premier Padmini a également été construite à Kurla de 1964 jusqu'à la fermeture de l'usine en 1997 Cela a entraîné le développement de l'ancien quartier de Kurla en une zone industrielle automobile à la fin des années cinquante et soixante.
L'Union Bombay Taximen a commencé à construire la colonie Taximen près de la rivière Mithi à Kurla en 1969. Il a été inauguré par le dirigeant syndical George Fernandes en 1972. La Bombay Taximen Cooperative Housing Society est la deuxième plus grande société de logement de Mumbai.
Le Département du développement laitier du gouvernement de l'État, afin de faire face à la demande croissante de lait, a créé une laiterie à Nehru Nagar, Kurla (Est) en 1975.
Le 27 juin 2022, un immeuble s'y effondre, provoquant la mort de 19 personnes.

## Géographie

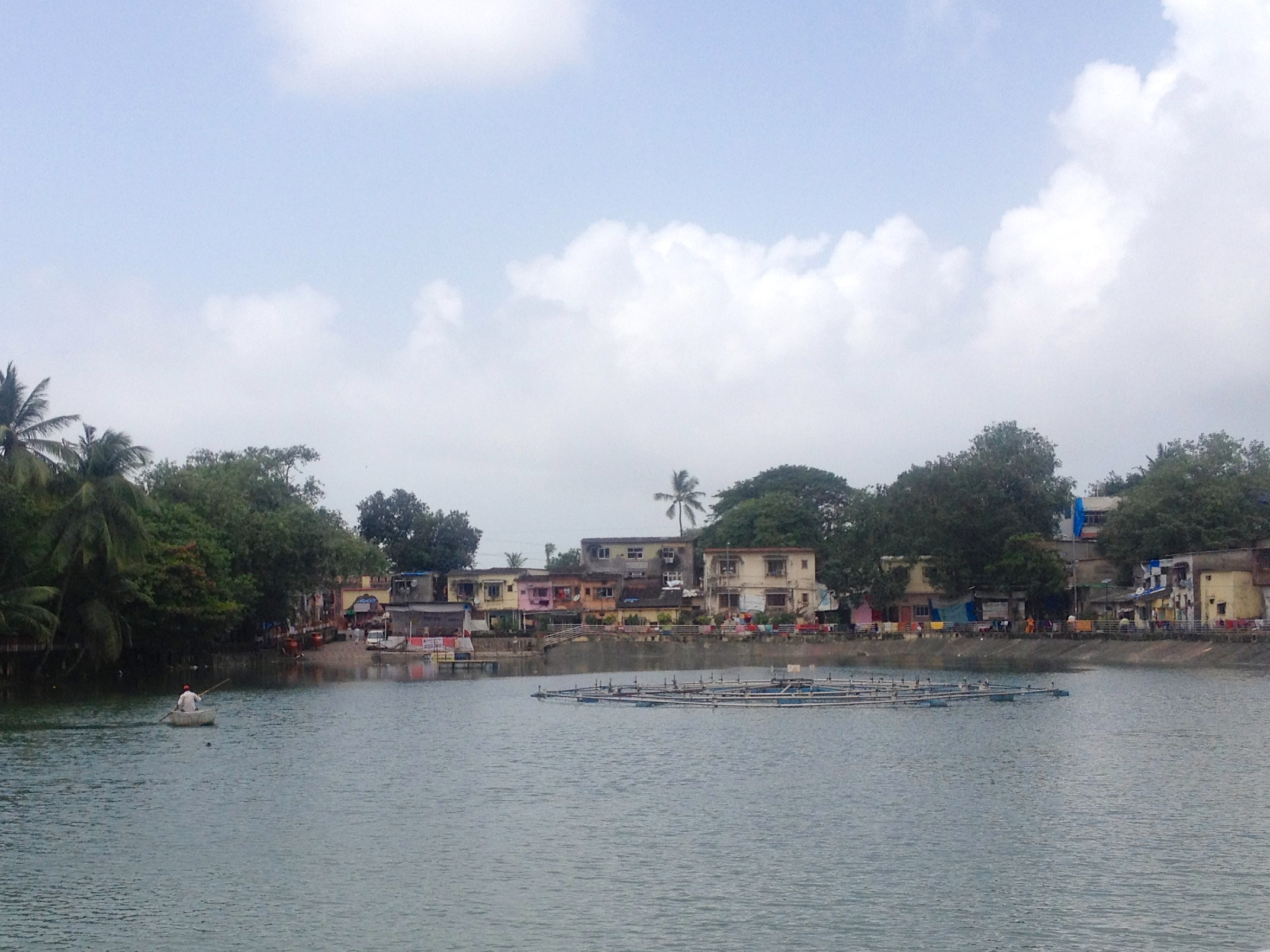
Étang Sheetal ou Talao

Kurla se trouve à l'extrémité sud de l'île Salsette, le long de la rive est de la rivière Mithi. Kurla peut être divisé en deux parties: Kurla (Est) et Kurla (Ouest), séparées par la ligne ferroviaire centrale. Kurla East est bordé par les quartiers suburbains de Chunabhatti au sud, Chembur à l'est et Ghatkopar au nord. Kurla West est entouré par les quartiers Ghatkopar et Saki Naka d'Andheri East au nord, Kalina et le complexe Bandra Kurla à l'ouest et la zone Sion - Dharavi au sud à travers le ruisseau Mahim. La rivière Mithi entre dans le coin nord-ouest de Kurla près de Sakinaka, en courant vers le sud le long du mur d'enceinte de l'aéroport international Chhatrapati Shivaji et de la localité de Bail Bazar, après la route CST et les zones de la colonie Taximen et se jette dans le ruisseau Mahim à l'extrémité sud de Kurla[réf. nécessaire].

## Administration
Kurla est le siège social du Kurla taluka du district de banlieue de Mumbai. Le taluka a été sculpté dans South Salsette Taluka en 1920. Il couvre une superficie de 135 kilomètres carrés, couvrant un total de 29 villages en deux cercles. Ce taluka occupe le côté est du district et est bordé par le Bandra taluka à l'ouest, le parc national de Sanjay Gandhi au nord-ouest, le district de Thane au nord, le thane Creek à l'est et le district de Mumbai City au sud.
Toute la banlieue relève de la zone 5, quartier «L» de la Brihanmumbai Municipal Corporation. Les bureaux municipaux de Ward sont situés dans l'édifice du marché municipal sur le chemin SGBarve. Les résidents de Kurla relèvent de la Kurla (circonscription de Vidhan Sabha) (numéro 174). Le nombre d'électorats en 2009 était de 284 951 (hommes 161 459, femmes 123 492).

## Localités
Kurla présente un mélange urbain de colonies résidentielles, de grandes et de petites zones industrielles, d'enclaves commerciales et de bidonvilles. Le L-Ward a le plus grand nombre d'espaces ouverts publics sujets à empiètement dans la ville avec 80 de ses 139 espaces ouverts empiétés.

### Vieux Kurla

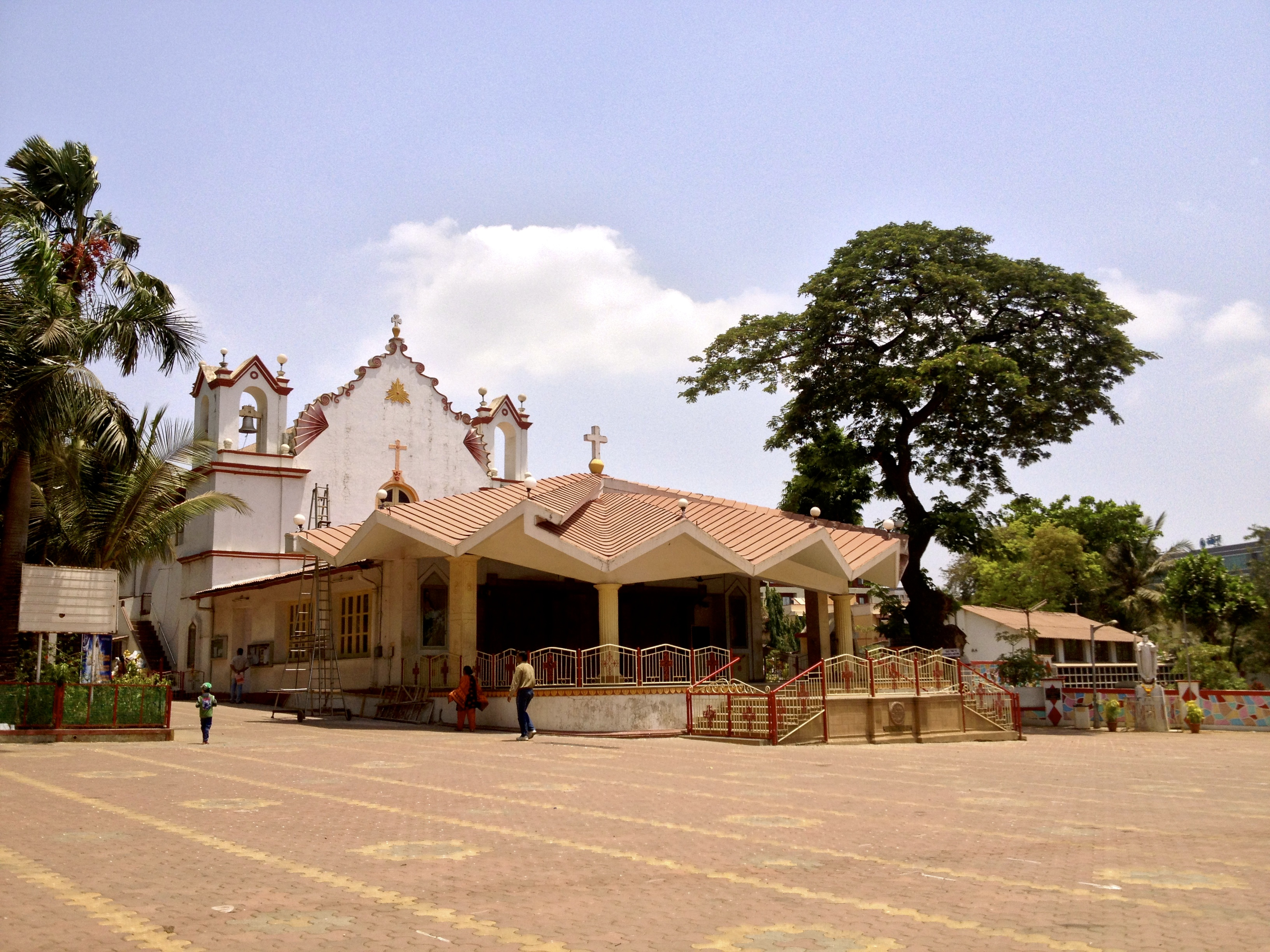
Église Sainte-Croix, Kurla

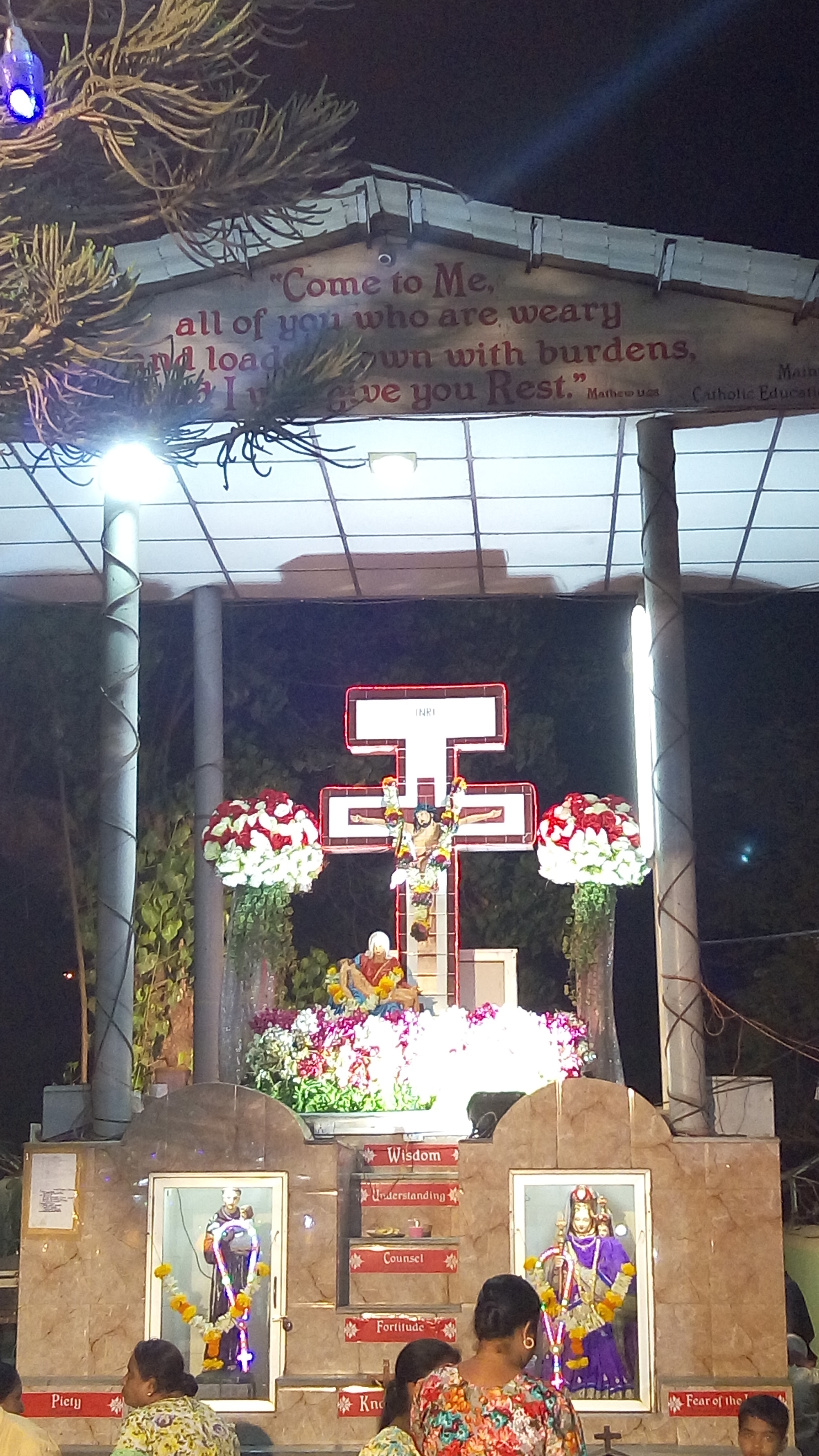
villageois traversent à l'entrée du village chrétien de Kurla

Les premières colonies de Kurla se trouvaient dans cette zone à l'extrémité nord de Kurla West. Il se compose du village chrétien de Kurla, une poche indienne des chrétiens issus des traditions portugaises et koli  et du village adjacent à prédominance chrétienne et de Culbavour.

### Kohinoor city
La ville de Kohinoor est un canton intégré à Kurla ouest, comprenant environ 900 000 pieds carrés d'espace commercial et environ 300 000 pieds carrés pour le commerce de détail, le résidentiel, l'hôtellerie et l'éducation. promu par Kohinoor Group fondé par Manohar Joshi. Le site était auparavant une entreprise de fabrication de voitures automobiles appelée Premier Automobiles, qui fabriquait ici sa célèbre voiture Padmini. L'usine a été fermée et les Joshis ont acheté 36 acres à Premier Automobiles en 2005. Les bâtiments voisins de résidence Premier  par HDIL et les bâtiments de la Slum Rehabilitation Authority (SRA) , ont été construits sur des terrains qui appartenaient auparavant à Fiat Automobiles.